# Georg Leopold Fuhrmann

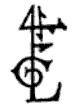
Monogramm von G. L. Fuhrmann

Georg Leopold Fuhrmann, latinisiert Leopoldus Furmannus (getauft am 2. März 1578 in Nürnberg; begraben am 10. Dezember 1616 ebenda) war ein deutscher Buchdrucker, Musikverleger, Buchhändler, Kupferstecher und Lautenist.

## Leben
Fuhrmann war Sohn des aus Suhl und Schleusingen nach Nürnberg gekommenen Buchdruckers und Musikverlegers Valentin Fuhrmann (* ca. 1540; † 1608). Er studierte laut Eintragungen in Matrikelbüchern in Jena (1597), Marburg (1599), Tübingen (1601) und Basel (1604), außerdem nach eigenen Angaben auch in Frankreich. Fuhrmann war Nürnberger Bürger. Seit 1607 arbeitete er im Betrieb seines Vaters mit, den er nach dessen Tode im Jahr darauf übernahm und um eine Schriftgießerei erweiterte. Er verlegte unter anderem musiktheoretische Schriften und Musikdrucke. Sein besonderes Interesse galt dem Lautenspiel, das er auch selbst ausübte und mit einer größeren Zahl wichtiger Veröffentlichungen förderte. Er stand mit wichtigen europäischen Lautenisten seiner Zeit in Verbindung, darunter Jean-Baptiste Besard, Elias Mertel (um 1516–1626), Antoine Francisque, Philipp Hainhofer und vermutlich auch John Dowland. Er verlegte auch Schriften und Werke von Maternus Beringer, Christoph Demantius, Melchior Franck, Johann Andreas Herbst und Ambrosius Metzger.  Fuhrmann betätigte sich auch im Entwurf neuer deutscher, lateinischer und griechischer Schriften. Nach Fuhrmanns Tod 1616 führten seine Witwe und seine Erben die Druckerei fort.

## Werk
Sein wichtigster Beitrag zur Musikgeschichte ist das von ihm 1615 in Nürnberg und in französischer Tabulatur herausgegebene und verlegte Lautenbuch Testudo Gallo-Germanica, hoc est: novae et nunquam antehac editae recreationes musicae, ad testudinis asum et tabulaturam, das als eine der wichtigsten Quellen der Lautenmusik des frühen 17. Jahrhunderts gilt.
Das 180 Seiten umfassende Werk enthält neben eigenen und anonymen und einer großen Zahl von Lautentabulaturen von Lautenisten aus ganz Europa, darunter John Dowland und Robert Dowland sowie Charles Bocquet, Elias Mertel und Antoine Francisque, eine Übersetzung von Antoine Francisques Instruction pour réduire toutes sortes de tabulatures de luth en musique et réciproquement ins Deutsche, mit der die französische Art der Tabulatur in den deutschen Sprachraum eingeführt wurde.
Das Testudo liefert nicht nur eine interessante Auswahl europäischer Lautenstücke seiner Zeit, es ist auch Haupt- und bisweilen einzige Quelle für die Werke einiger weniger bekannter Lautenisten. Mit 20 Werken am stärksten vertreten ist Hans Leo Haßler, womit Testudo die Tabulaturensammlung mit den meisten Werken Haßlers ist. Werke der Komponisten Valentin Strobel und Anglus Aloyson sind ausschließlich über Fuhrmanns Testudo überliefert.
Von Fuhrmann selbst ist ein unter dem Titel Tanz bekanntes Musikstück überliefert, das heute ein beliebtes, einfach spielbares Renaissancewerk für Gitarre und verwandte Instrumente darstellt und in Sammlungen klassischer Gitarrenwerke vertreten ist.